# Asymmetriola
Asymmetriola is een geslacht van rechtvleugeligen uit de familie krekels (Gryllidae). De wetenschappelijke naam van dit geslacht is voor het eerst geldig gepubliceerd in 2010 door Gorochov.

## Soorten
Het geslacht Asymmetriola  is monotypisch en omvat slechts de volgende soort:
- Asymmetriola spinosa (Gorochov, 2010)